# Stefan Meetschen
Dr. Stefan Meetschen (* 7. ledna 1969 Duisburg) je německý novinář, spisovatel a překladatel.

## Život
Vyrostl v severozápadní části německé spolkové země Severní Porýní-Vestfálsko ve Weselu. Získal diplom v oboru sociálního podnikání a komerčních komunikací na Universität der Künste v Berlíně. Pojednáním o polském režiséru Krzysztofu Kieślowskému získal doktorát ve Varšavě. Oženil se s polskou překladatelkou Dr. Anna Meetschen.

## Činnost
Ještě jako student novinařiny psal rozhlasové hry pro několik rozhlasových stanic, včetně Hessischer Rundfunk ve Frankfurtu nad Mohanem. V roce 2002 obdržel literární grant od pruské námořní nadace Berlín. Ve druhé dekádě 21. století žije nedaleko Varšavy, je dopisovatelem redakce katolického deníku Die Tagespost.

## Dílo
- Requiem für einen Freund (Roman, Königshausen & Neumann, 2004), ISBN 3-8260-2764-7 (německy)
- Guten Tag (Roman, Königshausen & Neumann, 2009), ISBN 978-3-8260-3994-2 (německy)
- Europa ohne Christus? (Fe-Medienverlag, 2009), ISBN 978-3-939684-52-7 (německy)
- Auf den Spuren von Johannes Paul II. in Polen (Fe-Medienverlag, 2011), ISBN 978-3-863570-07-1 (německy)
- Digitale Spiritualität (Fe-Medienverlag, 2012), ISBN 978-3-86357-029-3 (německy)
- Ein Leben in Bildern. Unterwegs mit Schwester Faustina (zus. mit Anna Meetschen, Fe-Medienverlag, 2014), ISBN 978-3-86357-093-4 (německy)
- Ein gerader Weg: Der katholische Journalist, Widerstandskämpfer und Märtyrer Fritz Gerlich (Fe-Medienverlag, 2015), ISBN 978-3-86357-134-4) (německy)